# Zamek w Anet
Zamek w Anet (fr. Château d'Anet) – zamek w Anet we Francji, zaliczany do zamków nad Loarą.
Zamek w Anet niedaleko Maintenon został wybudowany w roku 1550 na polecenie króla Henryka II, który ofiarował go w dowód miłości swej kochance, Diane de Poitiers. Przesłanie tej siedziby jest czytelne już przy wejściu: portal wejściowy jest w formie łuku triumfalnego na cześć Diany Łowczyni, a w jego lunecie znajduje się rzeźba nagiej nimfy dłuta Benvenuto Celliniego. 
Najbardziej oświecone umysły epoki gromadziły się w Anet, a król i jego kochanka polowali lub przechadzali się w lasach Dreux. Zamek, jak wiele innych został zniszczony i splądrowany w czasie rewolucji. Sprzedano go, wyposażenie uległo rozproszeniu, a część zamku zdemolowali nowi nabywcy. W roku 1820 został zakupiony przez księżnę Orleanu i odrestaurowany po raz pierwszy, jednakże dopiero na przełomie wieków pan Moreau i jego następcy przywrócili mu dawną świetność. Obecnie każdy pokój przywołuje pamięć kochanki i króla. Cztery tapiserie, utkane specjalnie dla niej w 1552 roku, ozdabiają salę straży, inne flamandzkie gobeliny zwieszają się ze ścian komnaty, w której znajduje się kominek ozdobiony alabastrowym medalionem Jeana Goujona i łoże z baldachimem haftowanym w jej inicjały. Sentymentalne pamiątki należące do Diany są eksponowane w pokoju czerwonym. Z dziedzińca wchodzi się do kaplicy św. Tomasza. Grobowiec Diany znajduje się w kaplicy. Po śmierci króla schroniła się tu w samotności i mieszkała aż do śmierci w 1566 roku. 